# Bundesverband der Deutschen Luft- und Raumfahrtindustrie
Der Bundesverband der Deutschen Luft- und Raumfahrtindustrie (BDLI) ist der Branchenverband der deutschen Luft- und Raumfahrtindustrie und vertritt Unternehmen sowie Institutionen der Luft- und Raumfahrttechnik. Als eingetragener Verein hat der BDLI seinen Sitz in Berlin. Er ist beim Deutschen Bundestag akkreditiert und gemäß Lobbyregistergesetz im Lobbyregister eingetragen.

## Organisation
Die Mitgliedschaft ist in Foren und Fachausschüssen organisiert. Der Vorstand des BDLI besteht aus dem Präsidenten, den Vizepräsidenten, dem Mittelstandsbeauftragten, dem Schatzmeister und der Hauptgeschäftsführerin. Präsident ist Michael Schöllhorn, Hauptgeschäftsführerin ist seit 2024 Marie-Christine von Hahn.
Die Hauptgeschäftsstelle unterhält drei Fachabteilungen: Luftfahrt, Verteidigung & Sicherheit und Raumfahrt.
Der Verband ist Mitglied des Bundesverbandes der Deutschen Industrie (BDI) und der AeroSpace and Defence Industries Association of Europe (ASD), einem europäischen Dachverband für die Interessen der Luft- und Raumfahrt sowie der Rüstungsindustrie. Zu den Partnerorganisationen zählt außerdem der Verband Groupement des industries françaises aéronautiques et spatiales (GIFAS) in Frankreich.

## Mitgliedschaft
Ordentliche Mitglieder können deutsche Unternehmen werden, die sich mit Aspekten der Luft- und Raumfahrt beschäftigen. Auch Zuliefer- und Ausrüstungsunternehmen, die im Bereich der Luft- und Raumfahrt tätig sind, können dem Bundesverband als ordentliches Mitglied beitreten.
Fördernde Mitglieder können juristische oder natürliche Personen werden, die den BDLI regelmäßig Beiträge überweisen.

## Geschichte
Am 17. März 1911 wurde der Verein Deutscher Flugzeugindustrieller (später Verband Deutscher Flugzeug-Industrieller GmbH) gegründet. Gründer waren die Albatros Flugzeugwerke, die Aviatik GmbH, die Dorner Flugzeuge GmbH, die Flugmaschine Wright-Gesellschaft mbH, die Euler-Flugmaschinenwerke, die Grade-Fliegerwerke, die Harlan-Flugzeugwerke und die Rumpler-Flugzeugwerke AG.
Ab 1917 war der Verein Mitglied im Kriegsverband der Flugzeugindustrie e. V., einer Initiative der Inspektion der Fliegertruppen (IdFlieg) mit 120 Unternehmen und 125.000 Beschäftigten (Monatsproduktion 2.000 Flugzeuge). Im Jahre 1921 erfolgte die Vereinigung mit dem Verein Deutscher Motorfahrzeug-Industrieller zum Verband Deutscher Luftfahrzeug-Industrieller GmbH. Der Verband wurde am 17. September 1923 liquidiert und am 30. Oktober 1923 als Verband Deutscher Luftfahrzeughersteller e. V. neu gegründet. Im Jahre 1927 erfolgte die erneute Auflösung und Gründung als Reichsverband der Deutschen Luftfahrt-Industrie (RDLI) mit Neukonstituierung nach dem Austritt der Deutschen Luft Hansa 1929.
Zur Zeit des Nationalsozialismus wurde der Verband als selbstständige Wirtschaftsgruppe in die Hauptgruppe II der Deutschen Wirtschaft eingefügt. Nach dem Zweiten Weltkrieg wurde der Verband 1951 wieder als „Verband der Deutschen Luftfahrt e. V.“ bezeichnet, der sich ein Jahr später aber in „Verband zur Förderung der Luftfahrt e. V. (VFL)“ umbenennen musste. Mit der Souveränität der Bundesrepublik Deutschland 1955 und der damit einhergehenden Wiedererlangung der Lufthoheit wurde der Verband in den „Bundesverband der Deutschen Luftfahrtindustrie e. V. (BDLI)“ umgewandelt.

## Veranstalter
Der Verband ist Markeninhaber der Luft- und Raumfahrtmesse ILA Berlin, die alle zwei Jahre veranstaltet wird. Partner ist u. a. die Messe Berlin GmbH.

## Medienpreis Luft- und Raumfahrt
Zusammen mit der Deutschen Journalistenschule gründete der BDLI 2010 den Verein zur Förderung des technisch-wissenschaftlichen Journalismus, der in Nachfolge des Ludwig-Bölkow-Journalistenpreises den Deutschen Journalistenpreis für Luft- und Raumfahrt vergibt. Mit der Verleihung im Jahr 2013 wurde der Preis schließlich in Medienpreis Luft- und Raumfahrt umbenannt. Ausgezeichnet werden Beiträge von Nicht-Fachjournalisten, die das Thema Luft- und Raumfahrt einem breiten Publikum zugänglich machen. Der Preis wird jährlich in den Kategorien Print, Hörfunk, Fernsehen und Online vergeben.

### Präsidenten
- 1911–1927: August Euler
- 1927–1929: Enno Walther Huth
- 1929–1951: Rudolf Lahs
- 1951–1954: Fritz Jastrow (Rücktritt auf Drängen von Ernst Heinkel[8])
- 1955–1963: Leo Rothe
- 1963–1971: Karl Thalau
- 1971–: Bernhard Weinhardt
- Werner Knieper
- Claude Dornier
- 1976–1982: Ludwig Bölkow
- 1984–1985: Ernst Zimmermann[9]
- 1985–1988: Otto Greve[10]
- 1988–: Hanns Arnt Vogels
- -1993: Karl Dersch
- 1993–1996: Wolfgang Piller
- 1996–1998: Manfred Bischoff
- 1998–2001: Gustav Humbert
- 2001–2005: Rainer Hertrich
- 2005–2012: Thomas Enders
- 2012–2013: Lutz Bertling[11]
- 2013–2016: Bernhard Gerwert[12]
- 2017–2019: Klaus Richter
- 2020–2021: Dirk Hoke
- seit 2021: Michael Schöllhorn